# Аурелио, Мехмет
Ма́рко Ауре́лио Бри́то дус Празе́рис (порт. Marco Aurélio Brito dos Prazeres, тур. Mehmet Aurelio; род. 15 декабря 1977, Рио-де-Жанейро) — бразильский футболист, выступавший на позиции полузащитника. Принял турецкое гражданство и имя Мехме́т.

## Биография
Родился 15 декабря 1977 года в Рио-де-Жанейро, Бразилия. Начал взрослую карьеру в клубе «Фламенго». В 2001 году перебрался в Турцию в клуб «Трабзонспор». В 2003 году Марко перебрался в стамбульский клуб «Фенербахче». Вскоре он получил турецкое гражданство и на новой родине получил мусульманское имя Мехмет. 16 апреля 2006 года был впервые вызван Фатихом Теримом в сборную Турции. 12 сентября Мехмет забил в ворота венгров свой дебютный мяч за сборную. На Евро-2008 провёл 4 игры за сборную и помог ей дойти до полуфинала. После континентального первенства его приобрёл севильский «Бетис». 25 августа 2010 года подписал двухлетний контракт с «Бешикташем».

## Достижения
- Чемпион штата Рио-де-Жанейро (3): 1999, 2000, 2001
- Обладатель Золотого Кубка Николаса Леоса (1): 1996
- Обладатель Кубка Меркосур (1): 1999
- Обладатель Кубок чемпионов Бразилии (1): 2001
- Обладатель Кубка Турции (2): 2002/03, 2010/11
- Чемпион Турции (3): 2003/04, 2004/05, 2006/07
- Обладатель Супекубка Турции (1): 2007
- Полуфиналист и бронзовый призёр чемпионата Европы 2008 (4 игры)